# Raymond Nederström
Raymond Christian Nederström, född 1 november 1941 på Värmdö, död 13 juni 2022, var en svensk skådespelare.
Nederström studerade vid Skara skolscen. Under åren 1977–2011 medverkade han i filmer och tv-serier. Bland annat spelade han fårbonden Persson i tre avsnitt av Skärgårdsdoktorn. Nederström är gravsatt i minneslunden på Skogskyrkogården i Stockholm.

## Filmografi (urval)
- 1977 – Lära för livet (TV-serie) – Ove
- 1979 – Mor gifter sig (TV-serie)
- 1981 – Göta Kanal eller Vem drog ur proppen?
- 1981 – Hans Christian och sällskapet
- 1983 – Lykkeland (TV-serie)
- 1984 – Åke och hans värld
- 1984 – Svenska brott (TV-serie)
- 1986 – Gösta Berlings saga (TV-serie)
- 1987 – Mälarpirater
- 1994 – Läckan (TV-serie)
- 1997 – Beck – Pensionat Pärlan
- 1997 – Snoken (TV-serie)
- 1997–2000 – Skärgårdsdoktorn (TV-serie) – Persson
- 1999 – Anna Holt (TV-serie) – anställd på sjukhuset som blir mordhotad av mc-knutten Roger Malm
- 2001 – Bekännelsen – Man på bensinstation
- 2005 – Doxa
- 2011 – Bron (TV-serie) – Chaufför

## Teater

### Roller
| År   | Roll    | Produktion | Regi                | Teater         |
| ---- | ------- | --- | ------------------- | -------------- |
| 1967 |         | Lille Malcolm och hans kamp mot eunuckerna (Little Malcolm and His Struggle Against the Eunuchs) David Halliwell | Lars-Levi Læstadius | Marsyasteatern |
| 1980 |         | I den här världen är allt möjligt (I denne verden er alt mulig) Klaus Hagerup                                    | Arne Andersson      | Riksteatern    |
| 1981 | Japanen | Stora landsvägen August Strindberg                                                                               | Allan Edwall        | Riksteatern    |